# Louwel
Louwel is een gehucht midden in de bossen van het Belgische Opglabbeek, deelgemeente van Oudsbergen. Opglabbeek is eigenlijk in drie gedeeld, dat is te zien aan het monument op het gemeentelijk plein. 3 buizen en een bol: de grootste buis voor Opglabbeek-centrum, de middelgrootste voor Louwel en de kleinste voor Nieuwe Kempen op de grens met Genk.
Ten westen van Louwel vindt men de Slagmolen op de Bosbeek.
Deelgemeenten: Ellikom · Gruitrode · Meeuwen · Neerglabbeek · Opglabbeek · Wijshagen

Overige kernen: Koestraat · Louwel · Muisven · Ophoven · Plokrooi · De Rieten · Zoetebeek

Belgische gemeenten · Arrondissement Maaseik · provincie Limburg · Vlaanderen